# مالكولم دانار
مالكولم دانار (بالإنجليزية: Malcolm Danare)‏ هو ممثل أمريكي، ولد في 1962 بلوس أنجلوس في الولايات المتحدة.

## أعمال

### أفلام
- (1983) فلاش دانس[2][3][4]
- (1996) يوم الاستقلال[5][6]
- (1998) غودزيلا

### مسلسلات
- ميامي

## وصلات خارجية
- مالكولم دانار على موقع IMDb (الإنجليزية)
- مالكولم دانار على موقع ألو سيني (الفرنسية)
- مالكولم دانار على موقع ميوزك برينز (الإنجليزية)
- مالكولم دانار على موقع قاعدة بيانات الأفلام السويدية (السويدية)
- مالكولم دانار على موقع قاعدة بيانات الفيلم (الإنجليزية)
- مالكولم دانار على موقع كينوبويسك (الروسية)